# Seven Swords
Pour plus de détails, voir Fiche technique et Distribution.
Pour les articles homonymes, voir Seven.
Seven Swords (七剑, Chat gim) est un film hong-kongais réalisé par Tsui Hark, sorti en 2005. Ce récit épique de chevalerie est inspiré d'un classique de la littérature chinoise. Il souffre de certaines incohérences, dues à ses conditions de réalisation : le projet a en effet été modifié plusieurs fois.

## Synopsis
Dans la Chine féodale du XVIIe siècle, la dynastie Qing s'installe. Pour faire face à une forte opposition, le monarque, despotique, interdit l'enseignement et la pratique des arts martiaux. Il espère, par là, couper court à toute velléité d'opposition. Il délègue à des bandes armées l'application de cette règle, occasionnant une répression sanglante dans tout le pays. Fire-wind, chef militaire de l'ancien régime, y voit l'occasion d'un retour en bonne grâce et, surtout, de s'enrichir rapidement ; la tête de chaque opposant tué étant négociée avec le nouveau régime. Il s'attaque à de petites communautés démunies comme le village "Martial" dont les habitants sont réputés rebelles. Une poignée de guerriers s'y oppose, et se voient confier par un sage sept sabres, dont chacun a des pouvoirs particuliers et exceptionnels.

## Fiche technique
- Titre : Seven Swords
- Titre québécois : Sept Guerriers
- Titre original : 七剑 (Chat gim)
- Réalisation : Tsui Hark
- Scénario : Cheung Chi-Sing, Chun Tin-Nam et Tsui Hark, d'après la nouvelle Seven Swordsmen from Mountain Tian de Liang Yusheng
- Production : Lee Joo-Ick, Shi Nansun, Tsui Hark, Yun Cheng, Ma Zhong-Jun, Hong Bong-Chui et Raymond Wong
- Société de production : Beijing Ciwen Digital Oriental Film & TV Production Co., Boram Entertainment, City Glory Pictures Ltd., Film Workshop
- Musique : Kenji Kawai
- Photographie : Keung Kwok-Man et Venus Keung
- Montage : Angie Lam
- Décors : Eddie Wong
- Costumes : Poon Wing-Yan
- Pays d'origine :  Hong Kong,  République populaire de Chine,  Corée du Sud
- Langues : Mandarin, coréen, cantonais
- Format : Couleur - 2.35:1 - DTS / Dolby Digital / SDDS - 35 mm
- Genre : Wu Xia Pian, action, aventure, fantastique
- Durée : 148 minutes
- Dates de sortie :
  - 29 juillet 2005 ( Chine,  Hong Kong),
  - 5 octobre 2005 ( Belgique),
  - 30 novembre 2005 ( France)

## Distribution
- Donnie Yen (VF : Xavier Béja) : Chu Zhao Nan, le Dragon
- Leon Lai (VF : Axel Kiener) : Yang Yun Chong, l'Éphémère
- Charlie Yeung (VF : Catherine Le Hénan) : Wu Yuan Yin, la Chute céleste
- Dai Liwu : Xin Long Zi
- Kim So-Yeon (VF : Micaelle Mee-sook) : Luzhu
- Duncan Lai (VF : Damien Ferrette) : Mulang
- Liu Chia-liang (VF : Sylvain Clément) : Fu Qing Ju
- Lu Yi (VF : Rémi Bichet) : Han Zhi Ban
- Ma Jing-Wu (VF : Georges Claisse) : Maître Shadow-Glow
- Jason Pai Piao (VF : Michel Fortin) : Liu Jingyi
- Sun Honglei (VF : Jean-Marc Delhausse) : Fire-wind
- Michael Wong (VF : Patrick Béthune) : Prince Dokado
- Zhang Jingchu (VF : Catherine Brami) : Liu Yufang

## Autour du film
- Le tournage a débuté le 1er septembre 2004 et s'est déroulé dans la région du Xinjiang, en république populaire de Chine.
- Le film fit l'ouverture de la Mostra de Venise en 2005.